# Miss Brasil 1960
Miss Brasil 1960 foi a 7ª edição do concurso de beleza feminino de Miss Brasil, promovido pelos Diários e Emissoras Associados de Assis Chateaubriand. O concurso era válido para os três principais concursos de beleza internacionais da época, o Miss Universe, Miss World e Miss International Beauty Pageant. Participaram da disputa vinte e três (23) candidatas das cinco regiões do País, sob transmissão da extinta TV Tupi. A grande campeã, enfaixada por Vera Regina Ribeiro foi a carioca descendente de uma americana e um escocês, Gina MacPherson.

## Resultados

### Colocações
| Posição   | Estado e Candidata                   |
| Vencedora | - Guanabara - Gina MacPherson        |
| 2º. Lugar | - Brasília - Magda Pfrimer           |
| 3º. Lugar | - Pernambuco - Maria Edilene Torreão |
| 4º. Lugar | - Minas Gerais - Mercedes Von Glehn  |
| 5º. Lugar | - Rio Grande do Sul - Edda Logges    |
| 6º. Lugar | - Estado do Rio - Marzy Moreira      |
| 7º. Lugar | - Amazonas - Vanja Nobre Jacob       |
| 8º. Lugar | - São Paulo - Érika Zirkus           |

### Premiação Especial
Só houve uma premiação especial:
| Prêmio        | Estado e Candidata          |
| Miss Simpatia | - Ceará - Wanda Lúcia Gomes |

## Jurados
Ajudaram a eleger a campeã:
1. Leda Ribeiro, socialite;
2. Eunice Modesto Leal, socialite;
3. Oscar Santa Maria, juiz internacional;
4. João Calmon, diretor-geral dos Diários Associados;
5. Zacarias do Rêgo Monteiro, produtor de bailes carnavalescos;
6. Carlos Machado, diretor de espetáculos musicais;
7. José Amádio, diretor da revista O Cruzeiro;
8. Herbert Moses, advogado e jornalista;
9. Martha Rocha, Miss Brasil 1954;
10. Helena Silveira, escritora;
11. Leão Veloso, escultor;

## Candidatas
Separadas abaixo por região:

### Centro-Oeste
- Brasília - Magda Pfrimer

- Goiás - Iara Aparecida Moreira

- Mato Grosso - Alba Terezinha de Lima

### Nordeste
- Alagoas - Lunalva Lamenha da Costa

- Bahia - Eliana Miranda

- Ceará - Wanda Lúcia Gomes

- Maranhão - Merle Aguiar Saimen

- Paraíba - Maria das Mercês Morais

- Pernambuco - Maria Edilene Torreão

- Piauí - Idjanira Portela Costa

- Rio Grande do Norte - Zélia Pinheiro

- Sergipe - Maria Bandeira de Mello

### Norte
- Amapá - Glória Maria Celso Portugal

- Amazonas - Vanja Nobre Jacob

- Pará - Edna Azevêdo

### Sudeste
- Espírito Santo - Jocy Santana de Morais

- Estado do Rio - Marzy Moreira

- Guanabara - Jean "Gina" MacPherson

- Minas Gerais - Mercedes Von Glehn

- São Paulo - Érika Bertha Zirkus

### Sul
- Paraná - Maurina Kassemache

- Rio Grande do Sul - Edda Logges

- Santa Catarina - Eliseana Havenrroth